# Lac de Tbilissi
Le lac de Tbilissi (en géorgien : თბილისის წყალსაცავი) est un lac artificiel servant de réservoir, près de Tbilissi, en Géorgie. 
D’une longueur de 8,75 km pour 1,85 km de large, il a été créé en 1953 et est rapidement devenu un lieu de loisirs apprécié des habitants de la région. Des projets concernant son aménagement en base de loisirs ont été envisagées.